# Thelephora arbuscula
Thelephora arbuscula är en svampart som beskrevs av Corner 1968. Thelephora arbuscula ingår i släktet vårtöron och familjen Thelephoraceae.   Inga underarter finns listade i Catalogue of Life.